# Buuhoodle
Buuhoodle (Bohodle, Buhoodle, Bohotle, Butholeh) és una regió al nord de Somàlia. Fa part del conflicte territorial entre Khatumo i Maakhir.
la regió ser creada per la república de Khatumo el 22 de març del 2008 amb el districte del mateix nom, al sud-est de la regió de Togdheer. La ciutat de Buuhoodle és la capital. La ciutat està habitada pels Reer Darawiish, els primers oposats a la independència de Somalilàndia. Ha estat dominada del 2003 al 2008 per Puntland, el govern del qual afirma que en té encara el control.

## Història
El juny de 1916 els warsangeli aliats als majeerteen van llençar una ofensiva i van expulsar els dervixos de la Somàlia Italiana (Nugaal) cap a la Somàlia Britànica on es van refugiar a Buuhoodle (Butholeh o Bohotle), exercint actes de revenja contra els dhulbahante que havien declarat la seva lleialtat als britànics, i després van passar al Hawd (Haud).
El 1991 Somalilàndia es va declarar independent i el districte va formar part de la república amb l'acord dels caps de clans i subclans. Però el 1998 Puntland va incloure aquest territori en els límits reclamats per l'estat, i a finals del 2003 els dhulbahante van entregar la ciutat a la milícia majeerteen de Puntland. Puntland la va erigir llavors en una regió anomenada Cayn, mentre Somalilàndia la considerava només la part ocupada de la regió de Togdheer. El 2008 els dhulbahante, cansats de les lluites a la zona entre Puntland i Somalilàndia, van proclamar al Sanaag (la part occidental de la part administrada per Puntland, exclosa la regió de Sanaag de l'estat de Maakhir) al Sool (tant a la regió sota administració de Somalilàndia com a la de Puntland) i a Buuhoodle, l'estat de Northland. Sembla però que milícies lleials a Puntland encara tenen el domini de la ciutat de Buuhoodle (agost del 2008).
La regió segon Somalilàndia la formen tres districtes (dos de nova creació):
- Widh-widh
- Qorulugad
- Buuhoodle